# Georgy Mikhailovich Beriev
Georgy Mikhailovich Beriev (tiếng Nga: Георгий Михайлович Бериев; 13 tháng 2 năm 1903 – 12 tháng 7 năm 1979), hay Giorgi Mikheilis Dze Beriashvili (tiếng Gruzia: გიორგი მიხეილის ძე ბერიაშვილი), là nhà sáng lập và là tổng công trình sư của Viện thiết kế máy bay Beriev tại Taganrog. Viện thiết kế được biết tới với việc thiết kế các máy bay thủy phi cơ. Ông cũng là một Thiếu tướng kỹ thuật Liên Xô, người gốc Gruzia.

## Tiểu sử

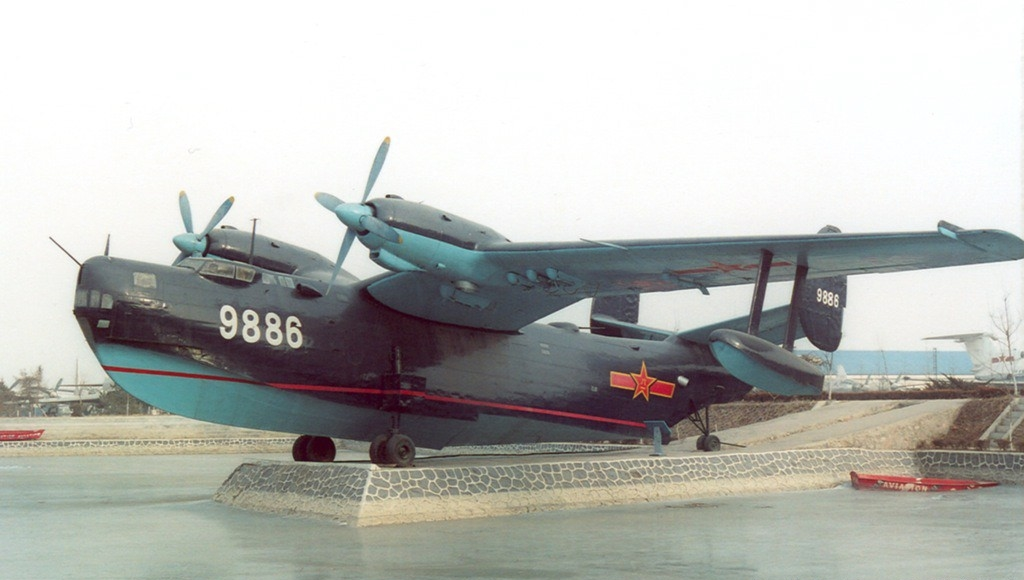
Soviet Be-6

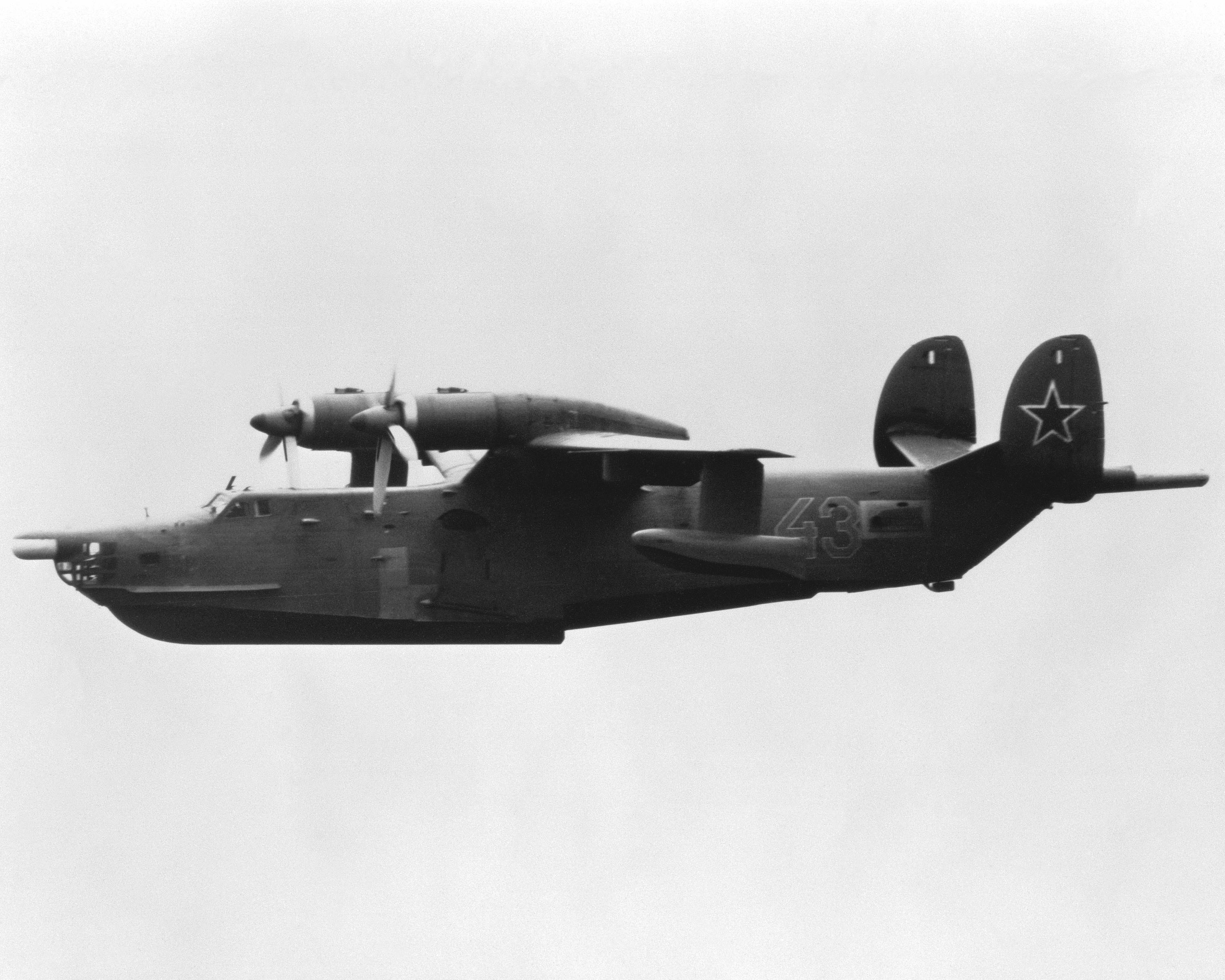
Soviet Be-12

Beriev sinh ra tại Tbilisi. Có nguồn gốc dân tộc Gruzia, tiền thân của ông không chắc chắn, và không biết khi nào họ của ông được Nga hóa từ Beriashvili thành Beriev. Sau khi tốt nghiệp trường đường sắt ở Tbilisi năm 1923, ông theo học Trường Kỹ thuật đóng tàu tại Học viện Bách khoa Leningrad (nay là Đại học Bách khoa Bang Saint Petersburg), và tốt nghiệp với bằng kỹ sư năm 1930. Ông trở thành nhà thiết kế tại phòng thiết kế trung ương "WR Menzhinsky", tại đây ông phát triển chiếc thủy phi cơ Beriev MBR-2. Từ tháng 10 năm 1934 đến năm 1968, ông đứng đầu viện thiết kế máy bay thủy phi cơ tại Taganrog, tại đây ông đã phát triển nhiều mẫu máy bay thủy phi cơ cùng với các mẫu máy bay đổ bộ độc đáo ekranoplan.
Năm 1947 ông đã được tặng thưởng giải thưởng Stalin cho việc phát triển Be-6. Ông cũng hai lần được tặng thưởng Order of Lenin cùng với đó là hai lần tặng thưởng huân chương lao động cờ đỏ. Năm 1968, với việc thiết kế Be-12 (1968) ông được tặng thưởng Giải thưởng Nhà nước Liên Xô.
Sau khi nghỉ hưu ông chuyển về sống tại Moscow và qua đời vào năm 1979.

## Huân chương
- Giải thưởng Stalin (1947)
- Giải thưởng Nhà nước Liên Xô (1968)
- Huân chương Lenin (1945, 1953)
- Huân chương Cờ đỏ Lao động (hai lần)

## Link ngoài
- Official site in English
- US division
- Beriev Aircraft Corp. in the Taganrog Business Directory